# کوناک‌لی (آردانوچ)
کوناک‌لی (به ترکی استانبولی: Konaklı) یک منطقهٔ مسکونی در ترکیه است که در آردانوچ واقع شده است. کوناک‌لی ۸۶ نفر جمعیت دارد.